# Osladič

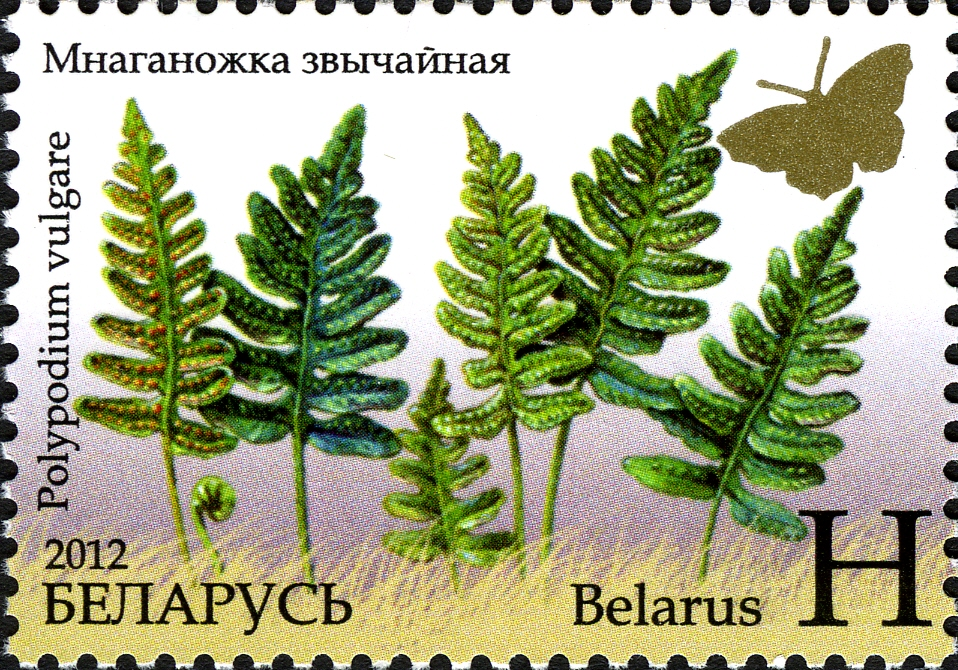
Osladič obecný na běloruské poštovní známce

Osladič (Polypodium) je rod kapradin z čeledi osladičovité. Jsou to vytrvalé oddenkaté kapradiny se zpeřeně členěnými listy, rostoucí nejčastěji jako epifyty na stromech nebo na skalách. Rod zahrnuje asi 59 druhů a je rozšířen v Eurasii a Severní i Jižní Americe, v malé míře i v Africe. V České republice rostou dva druhy, běžně rozšířený osladič obecný a mnohem vzácnější osladič přehlížený. Osladič obecný je používán v bylinném léčení a občas je pěstován jako stínomilná trvalka či skalnička. Oddenky některých druhů osladiče mají výrazně sladkou chuť, což je způsobeno obsahem saponinů.

## Popis
Osladiče jsou vytrvalé, drobné až středně velké kapradiny s dlouhým, plazivým a většinou větveným oddenkem, rostoucí nejčastěji na skalních podkladech, řidčeji na zemi nebo jako epifyty na kmenech a větvích dřevin. Oddenek bývá pokrytý jednolitě hnědými nebo dvoubarevnými, kopinatými až vejčitými šupinami s celistvým až zoubkatým okrajem. U některých druhů dosahuje délka listů až 90 cm. Sterilní a fertilní listy jsou stejné a mohou z oddenku vyrůstat buď nahloučeně nebo oddáleně. Řapík je slámově zbarvený, při bázi článkovaný, poněkud zploštělý nebo na líci vyhloubený anebo oblý. Čepel bývá široce vejčitá až trojúhelníkovitá, zpeřeně členěná, u některých druhů při bázi zpeřeně složená. Nebývá nápadně nasivělá ani pokrytá šupinkami. Listových segmentů bývá 5 až 25 párů, jsou celokrajné nebo na okraji pilovité.
Výtrusné kupky jsou okrouhlé, uspořádané v jedné řadě na každé straně spodní strany čepele fertilního listu, často pouze při jeho koncové části. Vyrůstají na konci jednoduché žilky a nejsou kryté ostěrou. Sporangia jsou dlouze stopkatá, s prstencem tvořeným asi 20 ztlustlými buňkami. Spory jsou žluté, eliptického tvaru, s bradavčitým povrchem. Prokel je zelený, lupenitý, nadzemní.

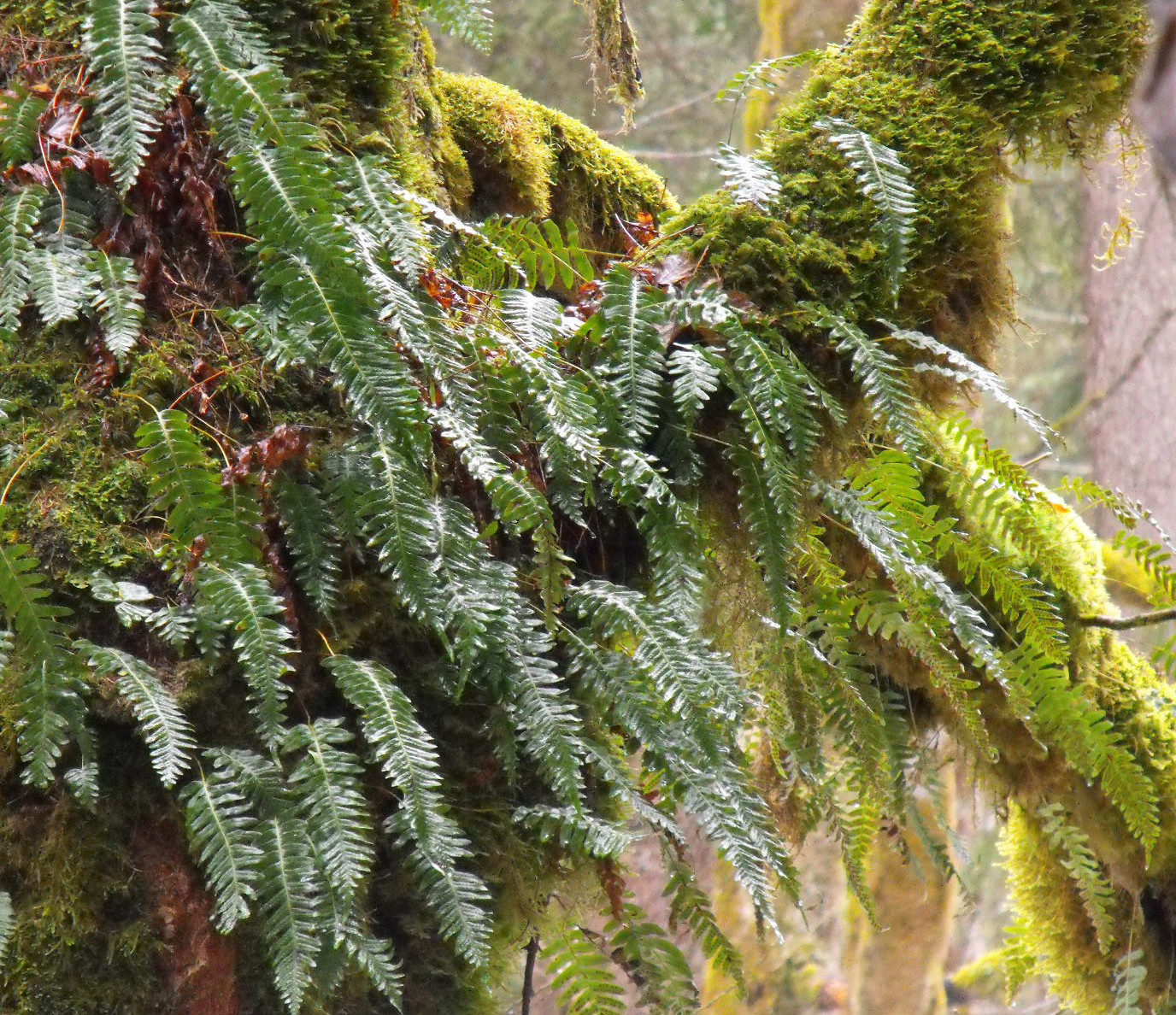
Osladič obecný, rostoucí jako epifyt
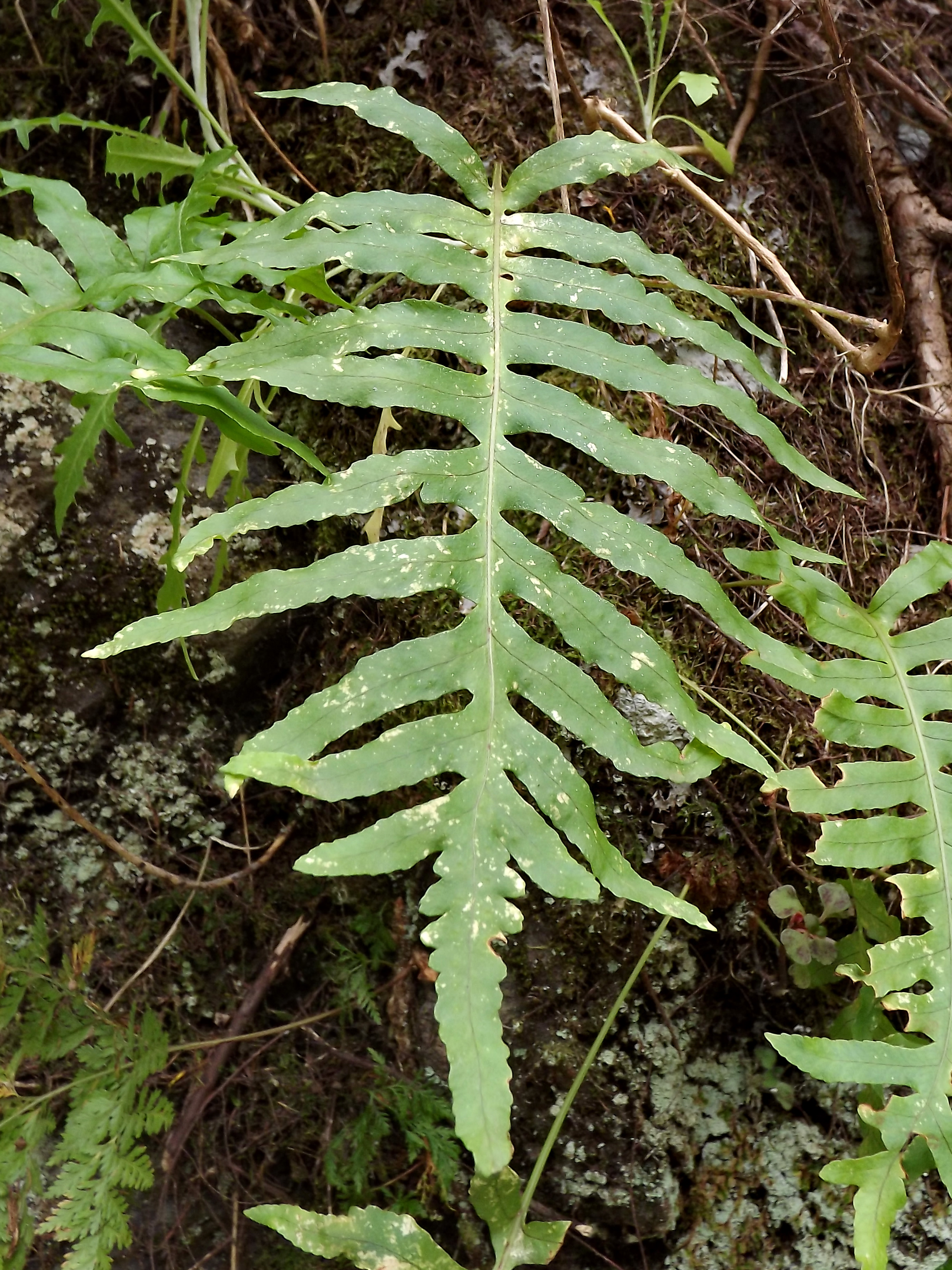
Osladič makaronéský (Polypodium macaronesicum)
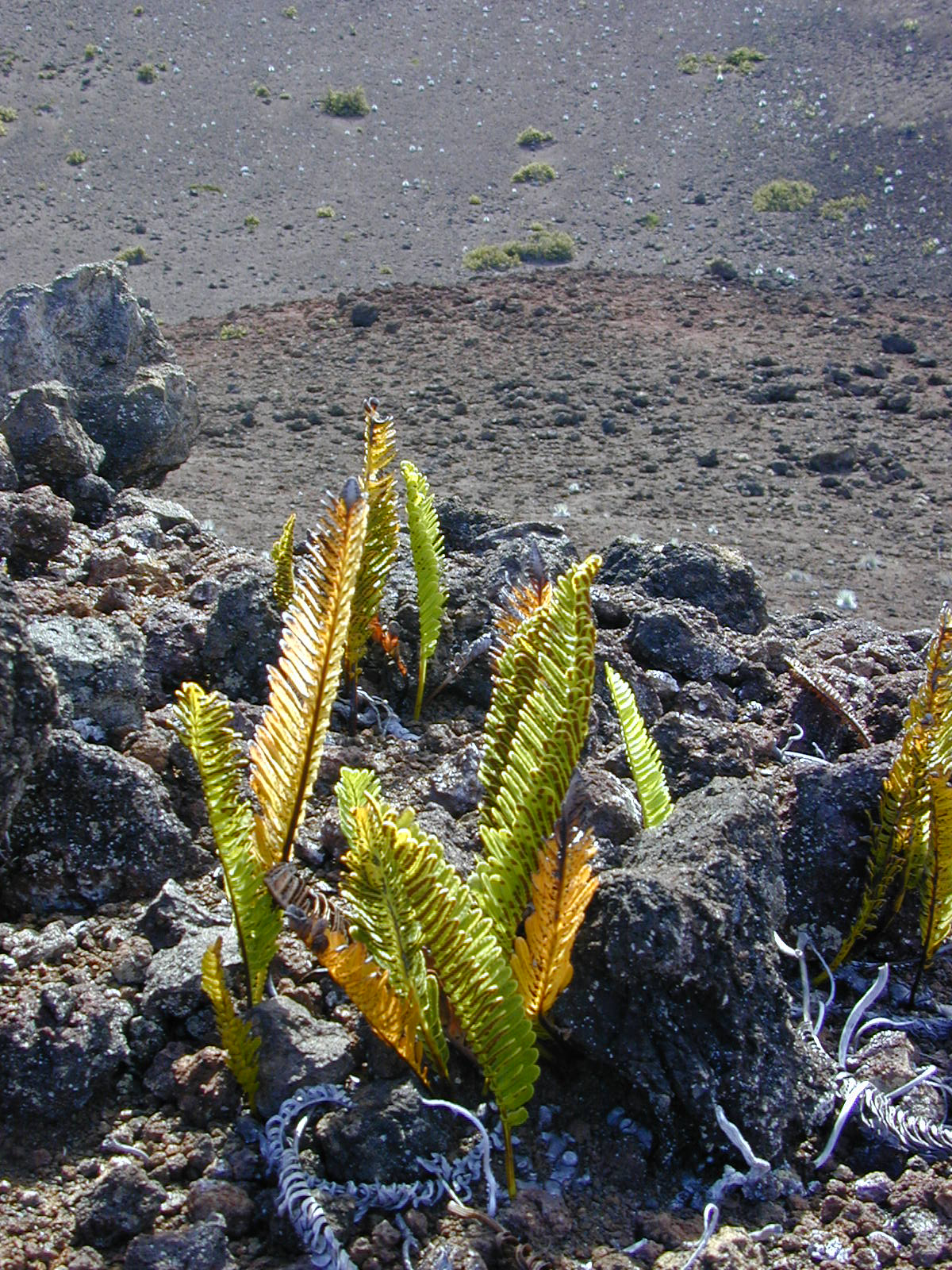
Polypodium pellucidum na Havaji
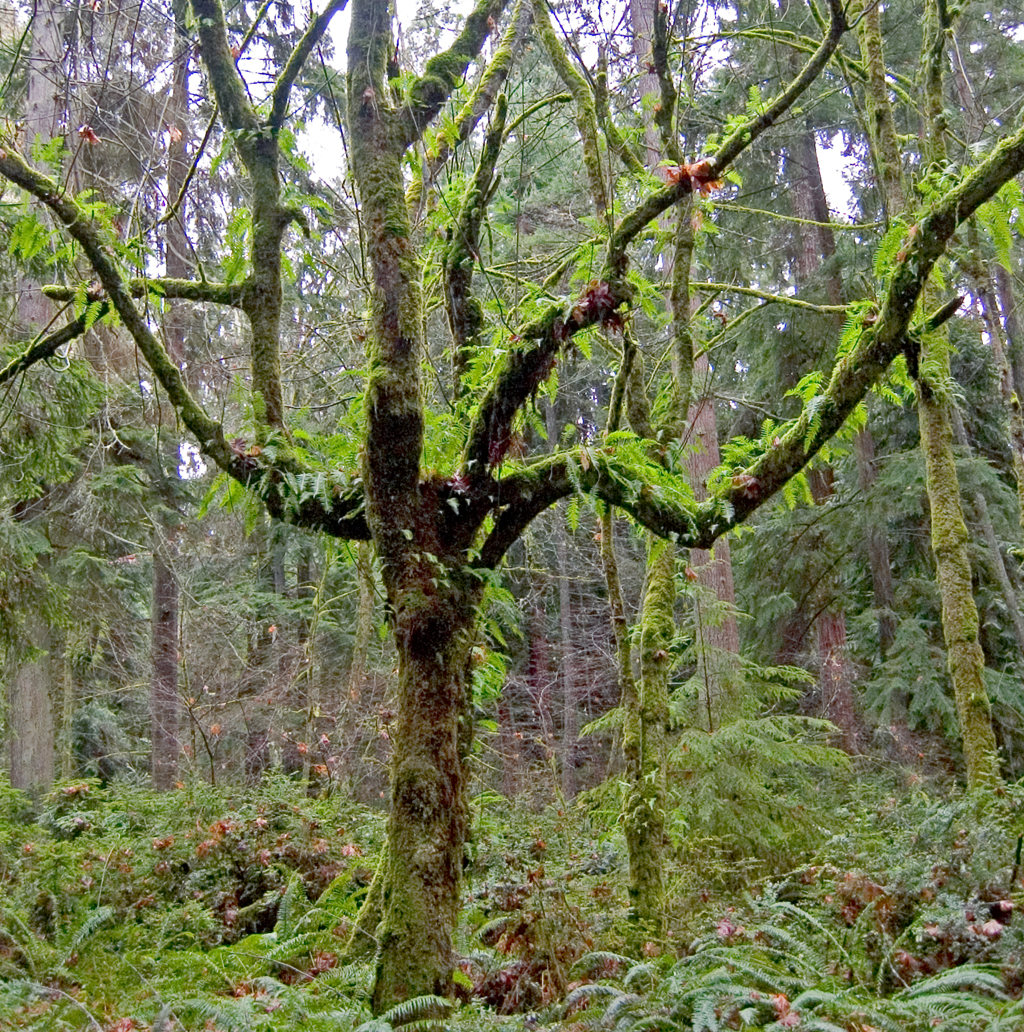
Strom obrostlý osladičem Polypodium glycyrrhiza
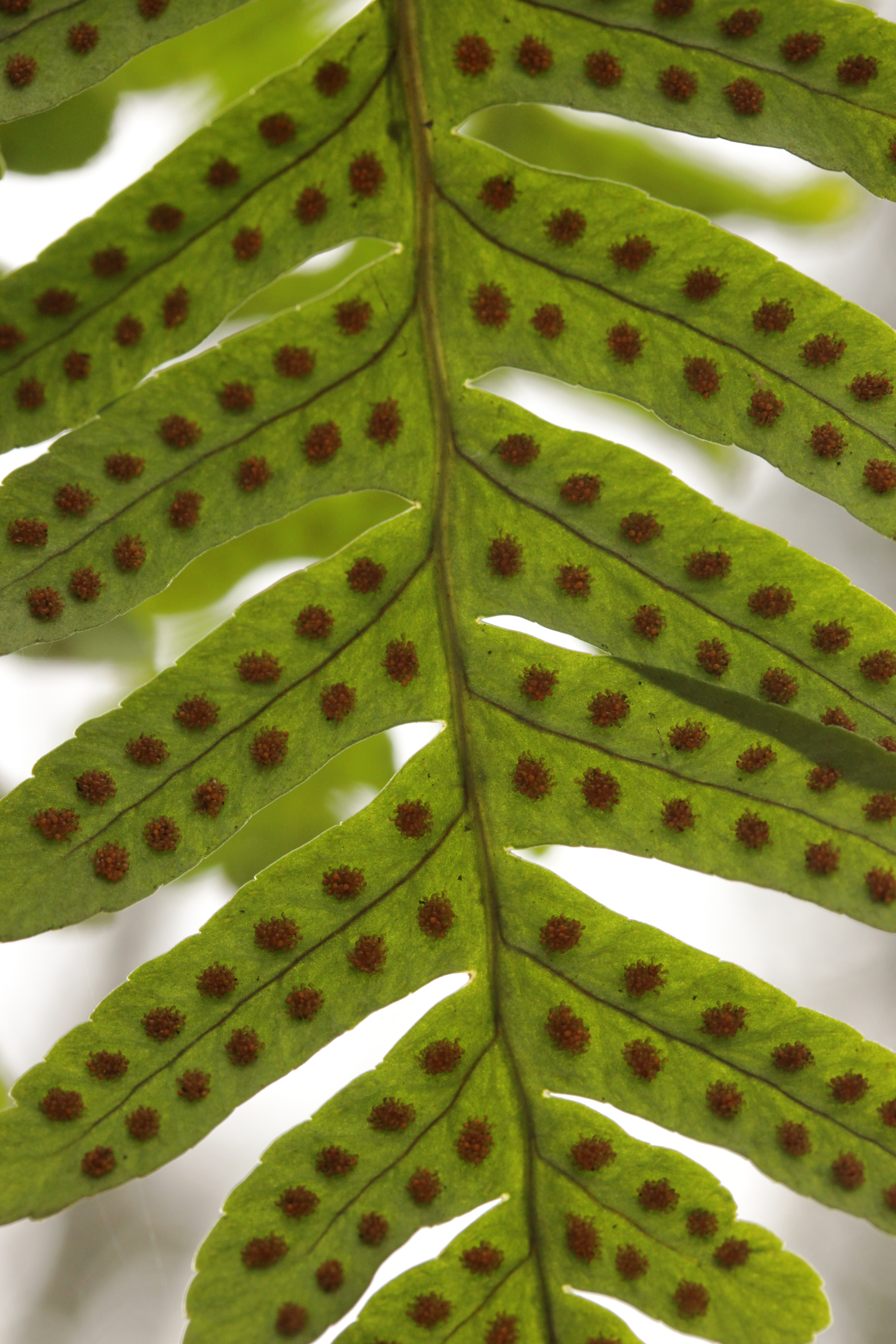
Výtrusné kupky osladiče obecného
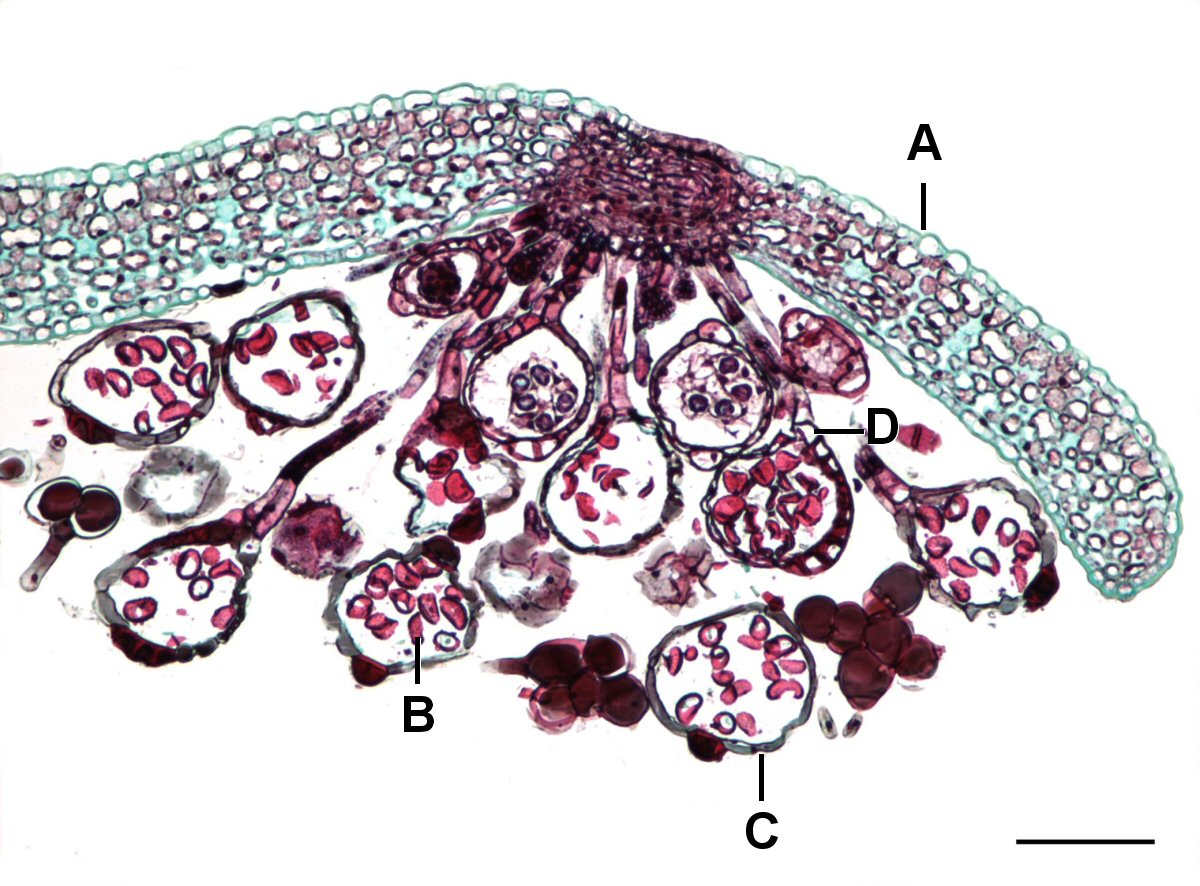
Makrofotografie řezu výtrusnou kupkou osladiče
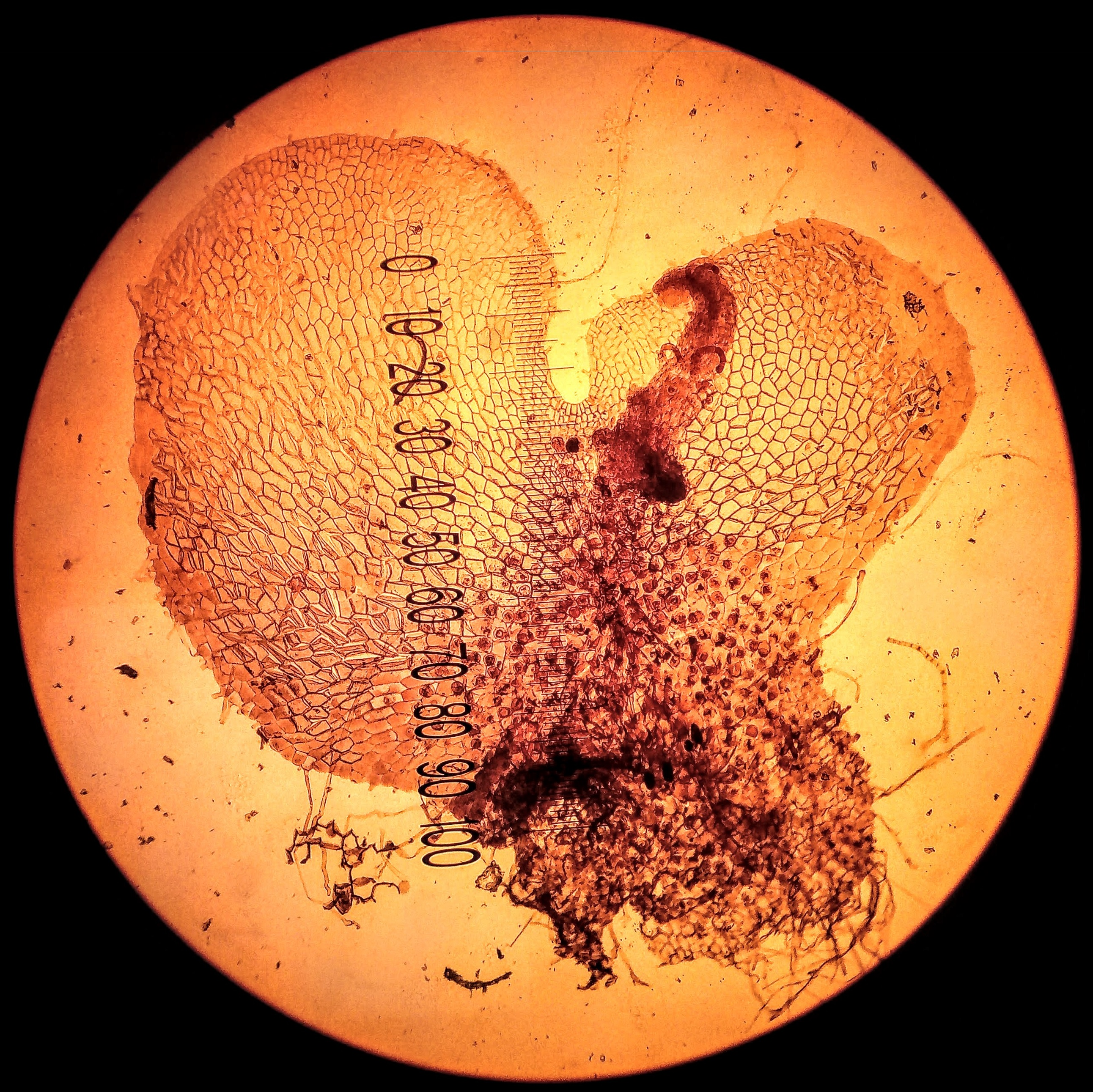
Makrofotografie proklu osladiče obecného

## Rozšíření
Rod osladič zahrnuje celosvětově asi 59 druhů.
Celkový areál rodu zahrnuje většinu temperátní Eurasie, severní a jižní Afriku a Severní i Jižní Ameriku. Centrum druhové diverzity je v Mexiku (asi 24 druhů, z toho 7 endemických) a Střední Americe (asi 21 druhů). Rod zcela chybí v jižní a jihovýchodní Asii, Austrálii, Novém Zélandu a Madagaskaru.
V České republice rostou dva zástupci. Osladič obecný (Polypodium vulgare) je rozšířen na území téměř celého státu, přičemž nejhojněji roste ve středních a vyšších polohách na kyselých podkladech. Osladič přehlížený (Polypodium interjectum) je v ČR velmi vzácný a roste spíše na úživných podkladech (výlevné vyvřeliny, vápence, buližníky) ve středních polohách. V teplých částech Evropy (Středomoří, Britské ostrovy) roste dále osladič jižní (Polypodium cambricum). Do jihozápadního Španělska zasahuje osladič makaronéský (Polypodium macaronesicum), rozšířený v Makaronésii (Madeira, Kanárské ostrovy, Azory).
Nejrozsáhlejší areál má osladič sibiřský (Polypodium sibiricum), rozšířený v severní a východní Asii, Kanadě a na Aljašce. Druh se vyskytuje i v subarktických oblastech včetně Grónska. Osladič obecný má disjunktní areál, zahrnující celou Evropu včetně Islandu, jihozápadní Asii, Altaj, západní Sibiř, čínský Sin-ťiang, východní Asii, Maroko a jižní Afriku.
Osladič přehlížený se vyskytuje v Evropě a jihozápadní Asii. Osladič jižní je rozšířen od atlantických a jižních oblastí Evropy po Kavkaz a v severní Africe.
V USA se vyskytuje 10 druhů osladičů, z nichž 7 zasahuje i Kanady.
Afrika je na osladiče chudá, mimo osladiče obecného se zde vyskytuje pouze druh Polypodium ensiforme, který je endemitem jihoafrického Kapska.

## Ekologické interakce
Mexické druhy Polypodium plebeium a Polypodium lepidotrichum mají na listech nektária, která vyhledávají mravenci živící se nektarem. Tito mravenci rostliny na oplátku ochraňují před larvami blanokřídlého hmyzu z čeledi hřebenulovití (Diprionidae), které ožírají mladé listy.
Osladiči se živí housenky některých druhů můr z čeledi Erebidae: ve Starém světě Achaea janata, v Severní Americe Callopistria floridensis.

## Obsahové látky

Strukturní vzorec osladinu

Oddenky některých druhů osladičů mají intenzivně sladkou chuť, která je způsobena obsahem saponinů. U osladiče obecného je hlavní sladkou látkou osladin. Z oddenků byl také izolován polypodosaponin, steroidy a triterpenoidy. V minulosti byl mylně uváděn obsah saponinu glycyrrhizinu. Hořkosladké oddenky druhu Polypodium glycyrrhiza, rozšířeného na Kamčatce a v západních oblastech Severní Ameriky, obsahují silně sladký polyposid A, který je 600x sladivější než 6% roztok sacharózy. Hořká chuť je způsobena obsahem afzelechin-7-O-β-D-apiosidu.

## Taxonomie
Rod Polypodium je v rámci čeledi Polypodiaceae řazen do podčeledi Polypodioideae. V minulosti byl rod pojímán mnohem šířeji a byla do něj řazena široká paleta různých druhů kapradin.

## Zástupci
- osladič jižní (Polypodium cambricum)
- osladič makaronéský (Polypodium macaronesicum)
- osladič obecný (Polypodium vulgare)
- osladič přehlížený (Polypodium interjectum)
- osladič sibiřský (Polypodium sibiricum)
- osladič virginský (Polypodium virginianum)[1][15][16]

## Význam
Oddenek osladiče obecného je v bylinném léčení používán při zánětu průdušek a proti hlístům, v lidové medicíně i při nemocech žlučníku a zácpě. V indické medicíně je používán také při poruchách trávení a kožních chorobách.
Osladič obecný je občas pěstován jako stínomilná trvalka či skalnička. Občas se pěstují i některé teplomilné druhy, zejména osladič jižní a severoamerický druh Polypodium scouleri.